# Gilbert von Sohlern
Gilbert Freiherr von Sohlern (* 19. Oktober 1957 in Forchheim) ist ein deutscher Schauspieler.

## Leben
Gilbert von Sohlern wuchs auf der Burg Gößweinstein auf, dem Sitz der Familie von Sohlern.
Er studierte zunächst Grafikdesign und nahm privaten Schauspiel- und Sprechunterricht. Er spielte Anfang der 1990er Jahre im Theater Links der Isar in München. Nach einigen Hauptrollen in Kein Platz für Idioten (1993), Schlafes Bruder (1994), Kriminaltango (1994–1995) und Auftritten im Polizeiruf 110, im Tatort, bei der Comedyserie Zum Stanglwirt und bei Peter Steiners Theaterstadl wurde er bekannt als Kreulich in Die Verbrechen des Professor Capellari.
Im Jahr 2002 kam der große Erfolg mit der humorvollen ARD-Krimireihe Pfarrer Braun, in der Sohlern die Figur des Monsignore Mühlich, den Adlatus des Bischofs, spielte.
2015 spielte er in Brecht/Weills Dreigroschenoper bei den Salzburger Festspielen den Trauerweidenwalter.

## Filmografie

### Filme (Auswahl)
- 1994: Kein Platz für Idioten
- 1995: Hölleisengretl
- 1995: Schlafes Bruder (Kino)
- 1995: Sau sticht
- 1997: Harald
- 1997: Die drei Mädels von der Tankstelle (Kino)
- 1997: Weihnachtsfieber (Kino)
- 1997: Tödliches Alibi
- 1998: Die unerwünschte Zeugin
- 1998: Der Zigeunersimmerl
- 1999: Das verflixte Babyjahr – Nie wieder Sex?!
- 2000: Mein Bruder, der Idiot
- 2000: Es geht nicht immer nur um Sex
- 2001: Feindliche Übernahme – althan.com (Kino)
- 2001: Am Anfang war die Eifersucht
- 2001: Sophie – Sissis kleine Schwester
- 2001: Vortex (Kino)
- 2002: Bis dass dein Tod uns scheidet
- 2002: Liebe ohne Fahrschein
- 2003: In der Mitte eines Lebens
- 2003: Das Wunder von Lengede
- 2004: Die Kinder meiner Braut
- 2005: Liebe hat Vorfahrt
- 2005: In einem anderen Leben
- 2005: Merry Christmas (Kino)
- 2005: Kimme und Dresche – Die Actionkomödie
- 2005: Es ist ein Elch entsprungen
- 2005: Reblaus
- 2006: Ein Toter führt Regie
- 2007: Hilfe, die Familie kommt!
- 2008: Zwerg Nase
- 2009: Männersache (Kino)
- 2011: Im besten Alter
- 2011: Bridges (Kurzfilm)
- 2018: Grüner wird’s nicht sagte der Gärtner und flog davon
- 2021: Nie zu spät

### Fernsehserien und -reihen (Auswahl)
- 1992: Der Bergdoktor (Folge 1x05)
- 1994: Die Gerichtsreporterin (Folge 1x03)
- 1994: Lutz & Hardy (Folge 1x08)
- 1993–1995: Zum Stanglwirt (10 Folgen)
- 1995: Frauenarzt Dr. Markus Merthin (3 Folgen)
- 1995: Kriminaltango (14 Folgen)
- 1996: Zwei zum Verlieben (Folge 1x08)
- 1996: Ärzte (Folge 4x01)
- 1997, 1998: Café Meineid (Folgen 6x01, 7x08)
- 1997: Polizeiruf 110: Im Netz der Spinne (Fernsehreihe)
- 1997: Polizeiruf 110: Feuer!
- 1997: Solo für Sudmann (Folge 1x07)
- 1997: Zwei Brüder (Folge 4x01)
- 1998–2004: Die Verbrechen des Professor Capellari (16 Folgen)
- 1998: Der Bulle von Tölz: Mord im Irrenhaus (Fernsehreihe)
- 1998–2002: Tierarzt Dr. Engel (4 Folgen)
- 1999: Tatort: Starkbier (Fernsehreihe)
- 1999: Balko (Folge 4x11)
- 1999: Wolffs Revier (Folge 8x07)
- 1999, 2001: Für alle Fälle Stefanie (verschiedene Rollen, 2 Folgen)
- 1999: Sturmzeit (Fernsehreihe, Teil 3)
- 1999, 2000: Hallo, Onkel Doc! (Folgen 6x06, 6x13)
- 2000: Unser Charly (Folge 5x03)
- 2001–2007: Medicopter 117 – Jedes Leben zählt (30 Folgen)
- 2001: Tatort: Berliner Bärchen
- 2001: Tatort: Ein mörderisches Märchen
- 2001: Ein Fall für zwei (Folge 21x08)
- 2001: Alphateam – Die Lebensretter im OP (Folge 6x23)
- 2002: Polizeiruf 110: Silikon Walli
- 2002: Polizeiruf 110: Wandas letzter Gang
- 2003: Eva – ganz mein Fall (Folge 1x04)
- 2003–2014: Pfarrer Braun (Fernsehreihe, 22 Folgen)
- 2004: Trautes Heim (Folge 2x02)
- 2004, 2014: München 7 (verschiedene Rollen, 2 Folgen)
- 2004: Die Wache (Folge 10x02)
- 2004, 2015: SOKO Köln (verschiedene Rollen, 2 Folgen)
- 2005, 2007, 2021: Die Rosenheim-Cops (verschiedene Rollen, 3 Folgen)
- 2005: Im Namen des Gesetzes (Folge 10x02)
- 2006: Stadt, Land, Mord! (Folge 1x01)
- 2007: SOKO Kitzbühel (Folge 6x12)
- 2008: Spezlwirtschaft (Folge 3x01)
- 2008: Marienhof (1 Folge)
- 2008: Freiwild. Ein Würzburg-Krimi (Fernsehreihe)
- 2009: Ihr Auftrag, Pater Castell (Folge 2x05)
- 2010: Der Komödienstadel – Duttenfeiler
- 2010: SOKO Stuttgart (Folge 2x06)
- 2012: Forsthaus Falkenau (Folge 23x11)
- 2012: Der Landarzt (Folge 20x01)
- 2012: Heiter bis tödlich: Hubert und Staller (Folge 2x05)
- 2013: Der Alte (Folge Des Todes kalte Finger)
- 2014–2015: Heiter bis tödlich: Monaco 110/Monaco 110 (14 Folgen)
- 2015: Um Himmels Willen (Folge 14x05)
- 2015: Krüger aus Almanya (Fernsehreihe)
- 2016–2024: Aktenzeichen XY … ungelöst (verschiedene Rollen)
- 2017: Hubert und Staller (Folge 6x16)
- 2019: Die Spezialisten – Im Namen der Opfer (Folge 4x10)
- 2020: Ein Tisch in der Provence: Ärztin wider Willen (Fernsehreihe)
- 2020: Ein Tisch in der Provence: Hoffnung auf Heilung
- 2020: Der Beischläfer (6 Folgen)
- 2022: Kommissarin Lucas – Goldrausch (Fernsehreihe)
- 2023: Toni, männlich, Hebamme – Mächtig schwanger (Fernsehreihe)

## Theater
- 1990: Die Nibelungen (Rolle: J. Gunzelmann); Regie: Hartmut Baum – Theater Links der Isar München
- 1991: Der Geizige (Rolle: Cleante); Regie: Joop van der Linden – Theater Links der Isar München
- 1992: Peter Steiners Theaterstadl – Berta, die Glückssau (Rolle: Gendarm Dotterweich) Regie: Peter Steiner
- 1992: Ein Sommernachtstraum (Rollen: Flaut, Thisbe, Elfe); Regie: Martin Politowski – Theaterzelt Das Schloß in München
- 1997: Letzter Wille – Ein Leichenschmaus in 5 Akten (Rolle: Klaus Schneider); Regie: Hartmut Baum – Theater Links der Isar München
- 2015: Mackie Messer. Eine Salzburger Dreigroschenoper (Rolle: Trauerweiden Walter) Regie Bühne: Julian Crouch & Sven-Eric Bechtholf, Felsenreitschule Salzburger Festspiele